# Primavera valenciana

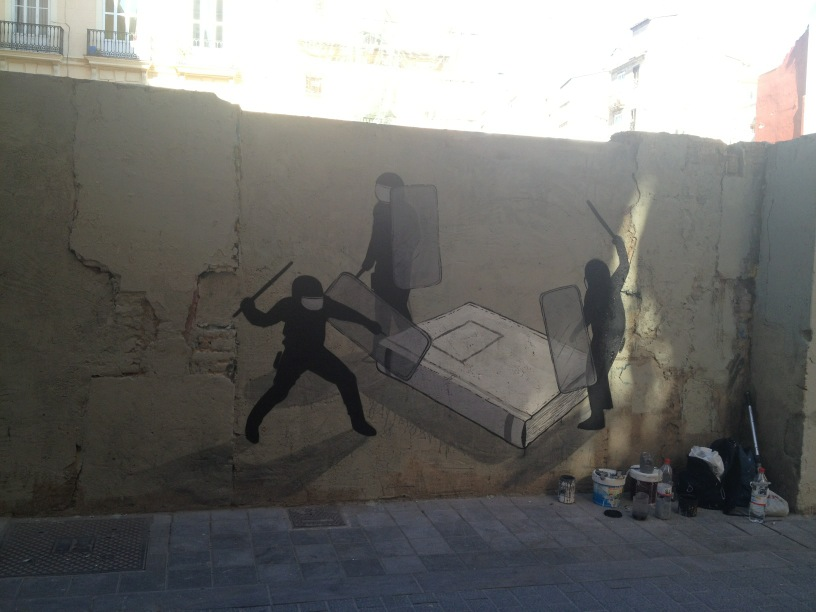
Libros contra porras (grafiti alusivo del Melderomer Col·lectiu Audiovisual).

La primavera valenciana es el nombre con que se conocen una serie de protestas acontecidas en la Comunidad Valenciana, con especial relevancia en la ciudad de Valencia, a lo largo del mes de febrero de 2012. Estuvieron respaldadas por el movimiento estudiantil contra los recortes y la devaluación de la enseñanza pública y, posteriormente, contra las actuaciones policiales que reprimieron a los manifestantes, de manera desmesurada según estos últimos y parte de los medios de comunicación. Las protestas se saldaron con 45 detenidos, al menos 30 heridos, y más de 240 sanciones graves de hasta 6.010 euros.
El nombre que se dio a la protesta tiene relación con la llamada Primavera Árabe, entonces activa, parafraseada en el hashtag de Twitter acuñado por el cantautor valenciano Pau Alabajos con el tuit «Vos tenim preparada una #PrimaveraValenciana, que vos aneu a cagar!», a la 1:06 de la madrugada del 18 de febrero (en castellano, «¡Os tenemos preparada una #PrimaveraValenciana, que os vais a cagar!»).

## Desarrollo

### Miércoles, 15 de febrero
A mediodía del miércoles 15 de febrero a la salida de clase del IES Lluís Vives, situado en el centro de Valencia los estudiantes del instituto cortan la céntrica calle de Xátiva y la policía interviene de forma contundente para disolverlos. Un alumno menor de edad es detenido por la Policía Nacional. Esta movilización estudiantil se producía en el marco de las protestas que desde hacía semanas se venían sucediendo en la capital valenciana por los recortes en educación aprobados por la Generalidad Valenciana y por los retrasos en los pagos a los centros por los gastos de funcionamiento, y entre cuyas acciones la prensa había destacado el encierro de profesores, padres y alumnos en 30 institutos.

### Jueves, 16 de febrero

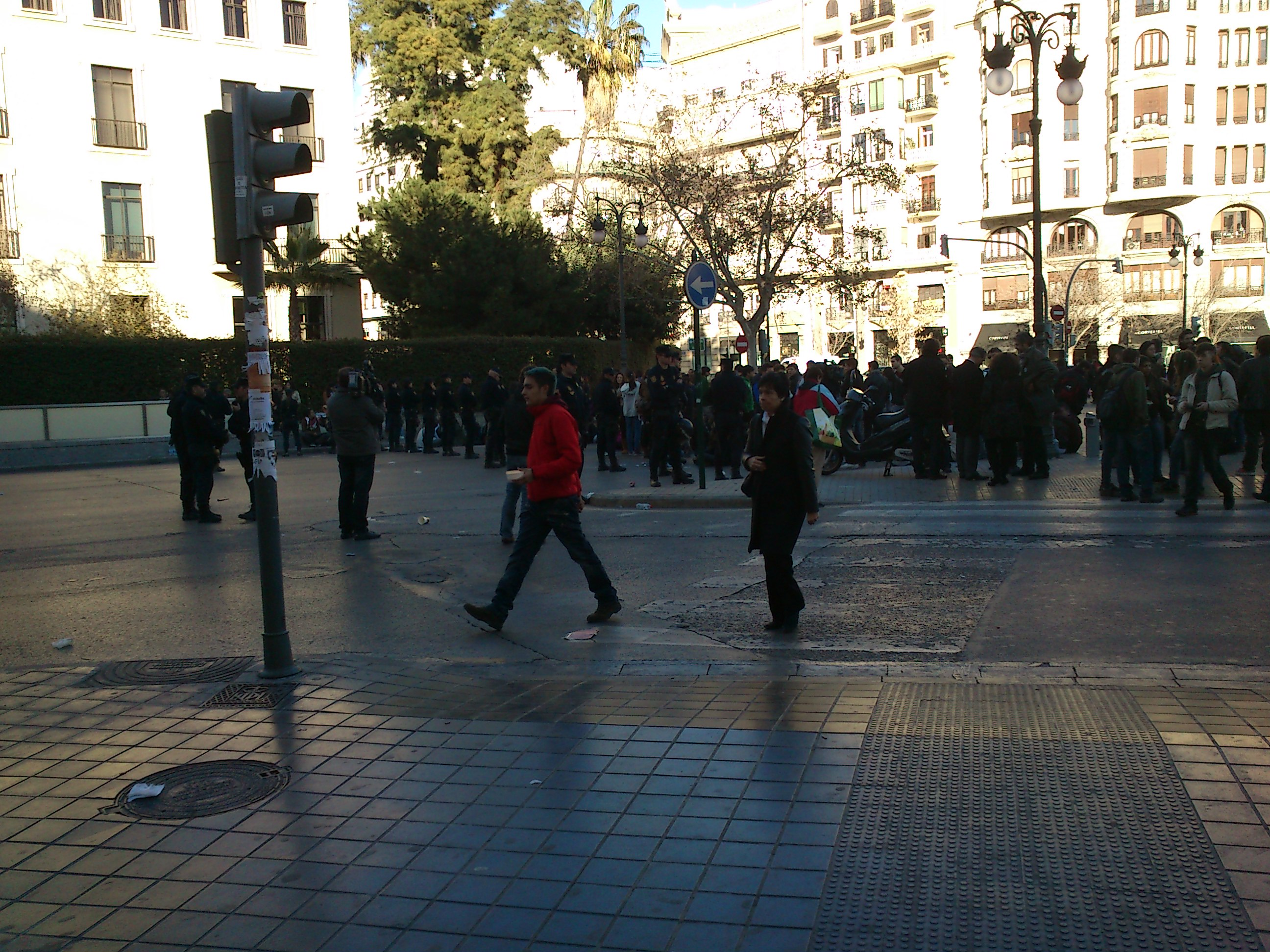
Hilera de antidisturbios del Cuerpo Nacional de Policía frente al Instituto el 16 de febrero de 2012.

El jueves 16 de febrero estaba programada previamente una manifestación estudiantil convocada por la Federación Valenciana de Estudiantes - FAAVEM que acabó en una concentración para protestar por la carga policial y por el arresto del estudiante del "Luis Vives" del día anterior. La Policía Nacional volvió a intervenir y cargó varias veces contra los manifestantes, con un saldo de 10 estudiantes detenidos (entre ellos, se encontraba el presidente de la Federación valenciana de estudiantes (Faavem), Albert Ordóñez, la única organización estudiantil presente en las mesas de negociación con la Conselleria de Educación) y varios heridos leves. Las primeras detenciones se produjeron cuando los que allí se congregaban cortaron el tráfico de la céntrica calle Játiva, según informó la policía, zarandeando un coche y comportándose de forma violenta, dato que fue desmentido por los reporteros gráficos que acompañaban la marcha. Posteriormente, se desplazó la protesta frente a la Jefatura Superior de Policía, de donde se relataron momentos de tensión, que terminarían con varios heridos, que tuvieron que ser atendidos en ambulancias, entre ellos la diputada Mònica Oltra. Las imágenes de las cargas policiales despertaron las protestas de organizaciones estudiantiles, de asociaciones de padres y madres de alumnos, de partidos políticos, y de organizaciones internacionales como Amnistía Internacional y Save the Children.

### Viernes, 17 de febrero
En la mañana del viernes 17 de febrero se volvieron a producir las manifestaciones de protesta pero esta vez la policía antidisturbios no intervino por lo que no se produjeron incidentes. Sin embargo por la tarde se registraron diversos altercados entre la policía y los manifestantes que se habían concentrado frente a la comisaría de Zapadores donde creían que se encontraban los detenidos del día anterior, que se saldó con 6 nuevas detenciones (lo que sumaba un total de 17 entre las tres jornadas) y nueve heridos (cuatro estudiantes y cinco policías). Los incidentes se produjeron cuando algunos de los alrededor de 300 manifestantes congregados ante la comisaría, que habían sido rodeados por la policía cuando pretendían marcharse a la Ciudad de la Justicia donde se encontraban los estudiantes detenidos prestando declaración ante el juzgado de guardia, se resistieron a ser identificados por los agentes. A las ocho de la tarde eran puestos en libertad los ocho detenidos que aún permanecían en las dependencias judiciales, donde fueron recibidos por sus compañeros con aplausos y vítores. Uno de ellos declaró que la actuación de la policía había sido "vergonzosa, muy violenta e injustificada".

### Lunes, 20 de febrero
Pasado el fin de semana, multitud de personas acudieron a la convocatoria de los estudiantes en protesta por los acontecimientos de los días anteriores. El lunes 20 de febrero volvieron los incidentes al producirse cargas policiales para reprimir las protestas en los aledaños del Instituto Lluís Vives, cortando la calle Játiva y colapsando gran parte del tráfico en toda la ciudad. La policía intento negociar con el presidente de FAAVEM el cual pidió la libertad sin cargos de los detenidos.[cita requerida] Al final del día algunos manifestantes cortaron la avenida Blasco Ibáñez, en plena zona universitaria, utilizando contenedores a los que prendieron fuego. También quemaron contenedores en la zona centro. De los 26 detenidos ese día, cinco eran menores de edad. Los diecisiete heridos de la jornada revistieron carácter leve presentando contusiones de diversa consideración. La cargas policiales fueron criticadas en varios medios de comunicación y por la oposición política. Los manifestantes, pidieron la dimisión de Paula Sánchez de León, delegada del Gobierno en la Comunidad Valenciana, por la acción policial, que consideraron desmedida. Asimismo, por la noche tuvo lugar la primera asamblea del movimiento en la Facultad de Geografía e Historia de Valencia, con el permiso de la decana Elena Grau y con una gran asistencia (unas 400 personas) que se prolongó hasta altas horas de la madrugada; en esta se decidió no cesar las movilizaciones hasta que la delegada del Gobierno de Valencia, Paula Sánchez de León, dimitiese. Una vez concluida la asamblea, un grupo de estudiantes se encerró en la facultad.
Las imágenes de los incidentes dan la vuelta al mundo gracias a la televisión, a Internet y las redes sociales. Es entonces cuando se difunde la etiqueta #primaveravalenciana, que inmediatamente se convierte en 'trendig topic', es decir, tema de interés mundial en Twitter. Además, los vídeos de la cargas policiales colgados en Youtube son visionados por decenas de miles de personas. Mientras, diarios de referencia europeos y norteamericanos dedican artículos a analizar los sucesos. El presidente del gobierno Mariano Rajoy advirtió que el país "no puede dar esta imagen" y la delegada del Gobierno, Paula Sánchez de León (objetivo principal de las críticas y a la que los estudiantes exigen su dimisión) y el jefe superior de Policía de Valencia, Antonio Moreno, tuvieron que comparecer ante los medios. En esa rueda de prensa, Moreno pronuncia una de las frases más polémicas, cuando se niega a facilitar información "al enemigo" (en referencia a los manifestantes) sobre sus "fuerzas y debilidades".

### Del martes, 21 de febrero, al sábado 24
El martes 21 de febrero de 2012, se rebaja la tensión, se reduce la presencia de efectivos policiales en la ciudad y la delegada del gobierno y la consellera de Educación, María José Catalá, se reúnen con representantes de la asociación estudiantil Faavem.  Ese día el «Sindicato de Estudiantes» se unió a la convocatoria de huelga de estudiantes del Sindicato de Estudiantes de los Países Catalanes (SEPC) y del Bloc d'Estudiants Agermanats (BEA) para el 29 de febrero.
El miércoles 22 de febrero de 2012 tiene lugar una gran manifestación en la ciudad de Valencia convocada por las asociaciones de estudiantes con el lema "Som el poble, no l'enemic" ("Somos el pueblo, no el enemigo"), en referencia a las declaraciones del jefe de la policía Antonio Moreno. El punto de partida fue el IES Lluis Vives, el epicentro del movimiento, que culminó frente a la Delegación del Gobierno, pidiendo incesantemente la dimisión de la delegada del Gobierno y del jefe de la policía, y exigiendo la retirada de los cargos contra todos los detenidos en las jornadas de protesta anteriores. La manifestación fue secundada por una veintena de organizaciones sociales y políticas valencianistas  de izquierda. En el plano político los partidos de la oposición acusaron al Partido Popular de utilizar a la Policía para "reprimir de una forma desproporcionada y brutal a menores de edad", y el ministro de Educación José Ignacio Wert en nombre del gobierno de Rajoy acusó a las fuerzas de izquierda de "ponerse de lado de la protesta violenta e ilegal". Hubo también manifestaciones de solidaridad en Alicante y Castellón aunque con escasa participación.
El jueves 23 de febrero, durante las concentraciones en Valencia, presuntamente y según la propia cadena, unos manifestantes encapuchados agredieron a una cámara de Intereconomía propinándole supuestamente una patada por la espalda. A raíz de la confusión de las imágenes, varios medios dudaron de la veracidad de la agresión. Desde las redes sociales distintos internautas acusaron a Intereconomía de haber realizado un montaje. Sin embargo, el día 28 de febrero la cadena contestó con un artículo y un vídeo en que la propia reportera explicaba y daba detalles sobre los hechos.
El sábado 25 de febrero tuvo lugar en Valencia una manifestación contra los recortes en el sector público convocada por las cinco organizaciones sindicales del sector. En la misma, se hicieron alusiones a los enfrentamientos entre policías y estudiantes, ya que los asistentes volvieron a pedir la dimisión de Sánchez de León, al tiempo que recordaban que son "el pueblo, no el enemigo" y pedían "menos maderos y más lapiceros". Lo mismo sucedió en las manifestaciones que se celebraron ese mismo día en Alicante y Castellón.
El miércoles 29 de febrero, durante las protestas en varias ciudades españolas en solidaridad con las protestas de los estudiantes valencianos, se sucedieron las algaradas y los destrozos de mobiliario urbano y propiedades, particularmente en Barcelona, donde se incendiaron un coche particular, contenedores de basuras, y se destrozaron comercios y sucursales bancarias.
Rápidamente se comienza a consolidar un movimiento estudiantil contra los recortes sociales (especialmente en Educación) respaldado por un fuerte apoyo popular que se divulga muy rápido a través de Internet gracias a las redes sociales. También se empiezan a convocar asambleas en varias universidades e institutos y se anuncia un fuerte calendario de movilizaciones.[cita requerida]

## Controversias
Tanto el gobierno autonómico como la delegación del gobierno en Valencia, ambos formados por Partido Popular en aquel año en el gobierno nacional y autonómico, intentaron deslegitimar desde el principio el movimiento espontáneo. Tan solo tres de los cuarenta y cinco detenidos pertenece al IES Luis Vives y dos cuentan con antecedentes policiales. Estos datos han sido usados por los medios conservadores para desprestigiar a los manifestantes.

### Medios de comunicación

#### «Falta de calefacción»
Según diversos medios de comunicación como Intereconomía, Libertad Digital o La Gaceta, los alumnos reclamarían únicamente que en el Instituto Lluís Vives no habría calefacción.
Medios como La Gaceta, Las Provincias, Libertad Digital, etc., sostienen en sus artículos que los alumnos del IES Lluís Vives habrían reclamado por «falta de calefacción en las aulas» a pesar de contar con calefacción en las aulas. Sin embargo, esos mismos medios publican artículos en los que se informa que la motivación para manifestarse del alumnado no ha sido por la calefacción, sino y primeramente en apoyo a los docentes y, después, contra la actuación de la policía.

#### «Registro del dominioprimaveravalenciana.comdos días antes del inicio de las protestas»

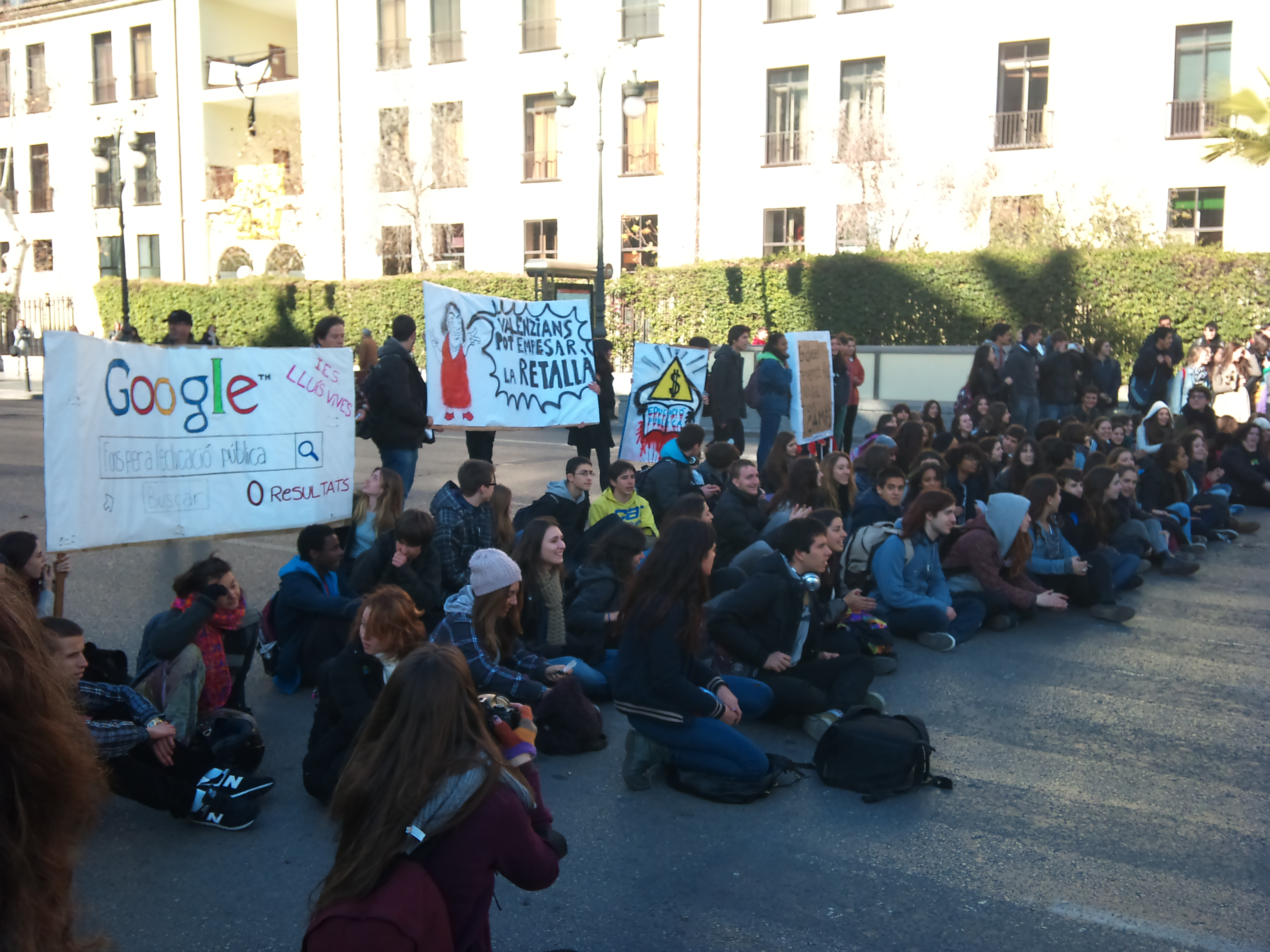
Protestas frente al instituto Lluís Vives, el 13 de febrero de 2012.

Las Provincias, Intereconomía o Libertad Digital  sostienen en distintos artículos periodísticos que el dominio primaveravalenciana.com fue registrado «dos días antes de que comenzaran las protestas». Sin embargo, el dominio primaveravalenciana.com fue registrado el 18 de febrero de 2012, mientras que las protestas frente al Luis Vives venían desarrollándose al menos desde el 15 del mismo mes, con represión policial incluida.
Con respecto a Las Provincias, se da el caso de que es el primer periódico que publica, el 22, que el registro se había realizado el 18, «dos días antes la web que alentó las protestas» que, según esa cuenta, habrían comenzado el 16, a pesar de que en sus mismas páginas se había publicado, el mismo 16, que las protestas habían comenzado el lunes de esa semana, día 13 de febrero.

#### El presunto invidente
El día 20 de febrero, una fotografía del fotógrafo de la Agencia EFE Juan Carlos Cárdenas en que se mostraba a un ciudadano de edad avanzada vestido de rojo con algo parecido a un bastón en la mano suscitó controversia e indignación. Las redes sociales de los promotores de las manifestaciones y protestas y los movimientos afines ideológicamente a estos, que promovían la tesis de la brutalidad policial en la disolución de las manifestaciones y algaradas denunciaron que la policía agredía a ciudadanos de edad avanzada invidentes. 
Sin embargo, como se pudo comprobar después, el bastón era en realidad una defensa de la policía que el hombre de rojo había sustraído a un agente a quien, además, agredió.

#### «Vandalismo por parte de la hija de un político deCompromís»
La Razón, Libertad Digital, Periodista Digital, Qué, ABC, El Mundo, Las Provincias, La Gaceta, etc. publican artículos en los que se afirma que la hija menor de edad de Enric Morera, portavoz del grupo Compromís en Les Corts es autora de pintadas vandálicas. Sin embargo, la menor no ha sido detenida por la policía, ni denunciada por la policía por acto vandálico alguno ni, tampoco, condenada por vandalismo. Se da el caso, además, que los medios de comunicación que publicaron la noticia acerca de la hija menor de edad de Enric Morera publicaron, también, imágenes de su rostro sin velamiento alguno, algo que está reservado, en España, para casos en los cuales no se puede identificar al menor. Ese mismo día la Unió de Periodistes emitió un comunicado exigiendo rigor en las informaciones sobre menores.
La hija de Enric Morera se encontraba con un grupo de jóvenes de su edad cuando fue interceptada por una patrulla. El personal policial solo la retuvo a ella, desechando al resto del grupo, trasladándola aislada, posteriormente, en una patrulla. La interrogaron sin presencia ni de letrado ni de familiar alguno.
Morera también denunció la filtración interesada de información confidencial sobre su hija por parte de fuentes policiales y la difusión de esta por parte de cargos del Partido Popular de la Comunidad Valenciana.

### Políticos

#### Los manifestantes como «el enemigo»
El lunes compareció públicamente la delegada del gobierno en Valencia, Paula Sánchez de León, para anunciar la realización de una rueda de prensa a las 18:00h. En la misma compareció el Jefe Superior de Policía, Antonio Moreno Piquer, quien, cuando se le preguntó por el número de efectivos policiales de que disponía, se negó a dar ninguna cifra, alegando lo siguiente:

No es prudente desde el punto de vista de la táctica y la fuerza policial que yo diga al enemigo cuáles son mis fuerzas y mis debilidades.

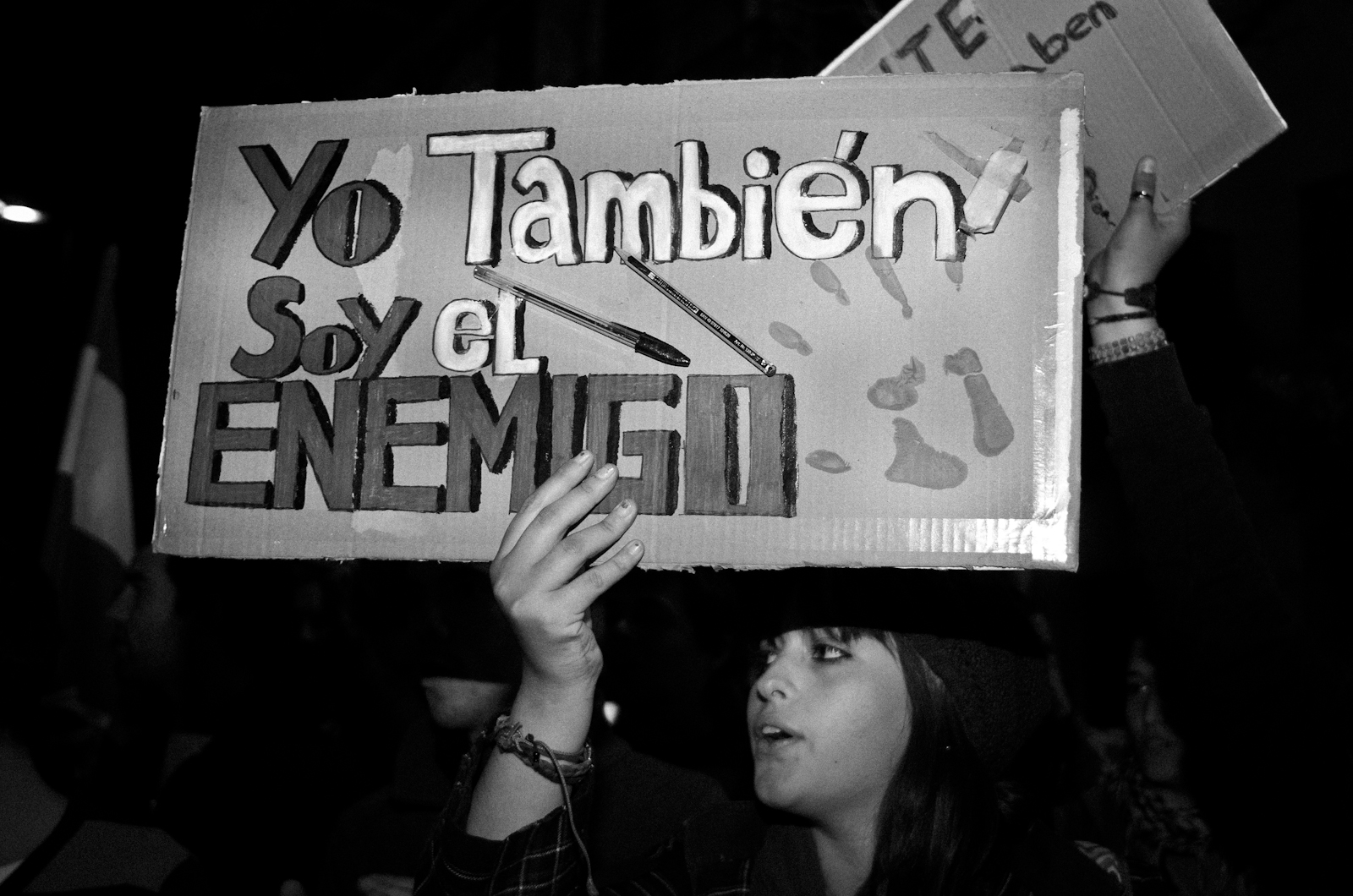
Concentración delante de la sede del Partido Popular en Sevilla el 21 de febrero.

Según Moreno, actuaron con "un plus de agresividad" a causa de la agresividad de los propios manifestantes, a pesar de que, según la prensa, estos sólo realizaron unos esporádicos lanzamientos de mandarinas tomadas de los árboles y alguna botella de agua.
Esta expresión, al referirse a los manifestantes como "el enemigo", provocó diversas reacciones, desde el rechazo de grupos de la oposición, a las declaraciones del ministro del Interior, Jorge Fernández Díaz, que dijo que pensaba que las palabras del Jefe Superior de Policía no había sido más que un lapsus linguae, y que la expresión utilizada era, en efecto, "muy poco afortunada". Reconoció, además, que podía haber habido "algún exceso" por parte de la policía. Ese mismo día, la Delegada del Gobierno en la Comunidad Valenciana, Paula Sánchez de León, aseguraron que se abriría una investigación que "depuraría responsabilidades" y establecer si algunos agentes de la policía se habían extralimitado en sus funciones.
La Confederación Española de Policía tras denunciar al líder de la protesta, Albert Ordóñez por violencia y terrorismo consideró que los agentes de Valencia no realizaron ninguna carga contra los manifestantes, sino que "liberaron la calle" de los jóvenes que "impedían la libre circulación de personas y vehículos". Además, denunciaron que al principio de la protesta, los manifestantes "insultaron y escupieron a los policías, gritando consignas que "vosotros, fascistas, sois los terroristas' o 'La policía, tortura y asesina'" consignas que, según su parecer "tienen una clara connotación, como mínimo, injuriosa y calumniosa".
En junio de 2012 fue ascendido, junto a otros catorce policías, a la categoría de comisario principal, la máxima del Cuerpo Nacional de Policía.

#### Presunta sustracción de partes médicos
En la noche del 21 de febrero en el programa de radio "Hablar por hablar" de la cadena SER, un oyente, que aseguró ser médico internista y se identificó con su nombre de pila, llamó al programa e informó sobre un supuesto abuso de poder por parte de la policía que acudía a los centros hospitalarios donde había manifestantes ingresados, para retirar y confiscar los partes médicos, a fin de que no pudiesen ser utilizados en su contra ante una posible represalia judicial. El 22 de febrero, el grupo parlamentario de Izquierda Unida registró en el Congreso de los Diputados tres preguntas para el ministro del Interior relacionadas con los hechos descritos en la llamada. La Generalidad Valenciana desmintió tales hechos y aseguró que no existía ningún médico internista que coincidiera con los datos aportados por el oyente del programa.

## Sanciones y denuncias
El Gobierno central impone 230 sanciones «graves» a los estudiantes que fueron identificados frente a la comisaría de Zapadores, en Valencia, tras las protestas frente al IES Lluís Vives. «Nos tenían cercados sin dejarnos ni siquiera ir al baño», recuerda un estudiante. «Fuimos pasando en grupos pequeños y se apuntaron nuestros datos en un papel», explica. De estas identificaciones han salido las infracciones severas, que oscilan entre los 300,51 y los 6.010,12 euros, por las que los afectados se reunieron el 29 de mayo de 2012 frente al instituto Lluís Vives como medida de protesta.
El viernes 15 de junio el magistrado titular del juzgado número 6 de Valencia archivó la denuncia presentada contra la delegada del gobierno Paula Sánchez de León y el jefe de policía Antonio Moreno por las cargas policiales realizadas durante la «primavera valenciana». Las 23 organizaciones agrupadas en la Asamblea por las Libertades y Contra la Represión El Micalet (integrada por partidos políticos de izquierda, sindicatos, asociaciones de alumnos y de padres y madres) mostraron su indignación por la decisión y su sorpresa por la inusitada rapidez con que el juez había resuelto el asunto y anunciaron, sujetando una pancarta con el lema «somos el pueblo, no el enemigo» en la puerta del IES Luis Vives, que recurrirán el auto. «A nosotros nos han sancionado sin hacer nada y ellos salen impunes», protestaba una de las chicas que han sido sancionadas por las manifestaciones.

### Denuncias policiales falsas
En julio de 2012 la titular del juzgado de instrucción n.º 16 de Valencia absolvió a dos estudiantes al considerar probado que la policía había realizado contra ellos una denuncia falsa.
Los estudiantes se encontraban manifestándose el 20 de febrero frente al instituto Lluis Vives. El atestado policial los describía como manifestantes violentos, armados y que habían agredido a los agentes. Sin embargo, y tras el visionado de un video filmado por un vecino, la jueza dictaminó que la descripción de los hechos no se correspondía con la realidad. Aparte de las falsedades en el atestado, los policías también incurrieron en contradicciones en sus declaraciones.
Ante estos hechos objetivos, la jueza dictaminó la absolución de los estudiantes. El abogado de los detenidos anunció que denunciaría a los policías.

## DocumentalEstudiar en primavera
El documental Estudiar en primavera recoge testimonios de los protagonistas de las protestas estudiantiles y su entorno (alumnos, padres y profesores).